# Little Asby
Little Asby is een dorpje in het Engelse graafschap Cumbria. Het maakt deel uit van de civil parish Asby. De naam komt van het Oud-Noorse askr (as) en by (hoeve). Het dorpje zou haar bestaan danken aan een kapel, gewijd aan de heilige Leonardus. Leonardus was onder meer patroonheilige van de leprozen. De afgelegen locatie van het dorpje zou hiermee verband kunnen houden.